# Mercedes Grand-Prix
Il nome Mercedes Grand-Prix identifica un piccolo gruppo di autovetture da competizione prodotte dal 1906 al 1914 dalla Casa tedesca Daimler Motoren Gesellschaft per il suo marchio automobilistico Mercedes.

## Storia e profilo
La prima Mercedes Grand-Prix altro non era che una evoluzione del modello Gordon-Bennett, a sua volta derivato strettamente dal modello 35PS da gara. Non si trattava quindi di una vettura di nuovo progetto, anzi: le ultime Gordon-Bennett già denotavano l'anzianità di progetto che le penalizzava notevolmente in gara. Tali pecche consistevano sostanzialmente nella totale assenza di ammortizzatori sui due assi e negli pneumatici non più in grado di reggere le prestazioni sempre più elevate dei grossi propulsori montati.
Nonostante ciò, alla Daimler non ci si arrese e sulla base della Gordon-Bennett si allestì una nuova autovettura da competizione da utilizzare nel Gran Premio di Francia (che in francese era tradotto con Grand Prix). Il motore derivava anch'esso strettamente da quello della Gordon-Bennett, ma se ne differenziava per la misura della corsa, leggermente aumentata e portata da 146 a 150 mm. Invariato a 175 mm l'alesaggio, per una cilindrata complessiva di 14432 cm³ contro i precedenti 14065 cm³. La potenza massima erogata era di 120 CV a 1000 giri/min.
L'esordio della Grand-Prix non fu felice: al Gran Premio di Francia del 1906 le tre vetture schierate si piazzarono a malapena al decimo, undicesimo e dodicesimo posto.
Nel 1907 le nuove Grand-Prix montarono apparentemente lo stesso motore, ma i 4 cilindri in linea montati sotto il cofano derivavano da un 6 cilindri in linea sperimentale assemblato dalla Daimler Motoren Gesellschaft. La cilindrata era identica e così pure tutte le principali caratteristiche della vettura, comprese le doti di potenza massima. Purtroppo furono analoghi anche i risultati: delle tre vetture schierate solo una giunse al traguardo e si piazzò appena al decimo posto.
Le cose cambiarono nel 1908: fu posta molta più cura nella progettazione della nuova Grand-Prix. Venne adottato un nuovo motore, sempre a 4 cilindri in due blocchi bicilindrici fusi separatamente, ma della cilindrata di 12780 cm³, quindi minore che non nella precedente vettura, ma in grado di erogare una potenza maggiore, di circa 135 CV a 1400 giri/min. La vettura fu poi provata su strada (all'epoca non c'erano problemi di natura legale o di traffico che ne imponessero le prove solo su pista) per trovare i rapporti di trasmissione ideali. Infine, come ciliegina sulla torta, la scelta del pilota cadde su Christian Lautenschlager, un personaggio caratterizzato dal suo approccio estremamente tattico con le competizioni.
Pur rimanendo invariate le oramai superate caratteristiche telaistiche della nuova Grand-Prix, il 7 luglio 1908 la vettura fu condotta al successo da Lautenschlager nell'edizione del Gran Premio di Francia di quell'anno.
Dal 1909 al 1912, la Daimler Motoren Gesellschaft e molte altre Case automobilistiche non parteciparono ufficialmente a nessuna delle principali competizioni automobilistiche, ma alcuni piloti privati lo fecero. Fu esclusivamente per loro, quindi, che la Daimler preparò alcune vetture da utilizzare in gara.
Il 1913 vide il ritorno della Mercedes e della Daimler alle competizioni, ma con altri modelli. Il modello Grand-Prix si rivide per l'ultima volta nel 1914, e precisamente il 14 luglio, quando in occasione della nuova edizione del Gran Premio di Francia fu nuovamente Christian Lautenschlager a cogliere la vittoria. Altre due Mercedes si piazzarono al secondo ed al terzo posto. Questa nuova evoluzione sul vecchio telaio della 35PS fu nuovamente preparata con cura, eseguendo prove su prove, sia su strada che nel tracciato del Gran Premio di Francia. Inoltre il telaio venne rinforzato con due longheroni ad X ed il motore, di nuova concezione, era a 4 valvole per cilindro con asse a camme in testa. Il monoblocco era inoltre in lega di alluminio. A causa dei nuovi regolamenti applicati in quell'anno, che fissavano un limite massimo di 4500 cm³, la cilindrata del nuovo quattro cilindri in linea raggiungeva solo 4483 cm³, ma raggiungeva una potenza massima di 115 CV a 3200 giri, potenza che rapportata al peso della vettura di soli 1090 kg le consentiva di raggiungere i 180 km/h. Oltretutto, all'epoca, questa vettura era l'unica il cui motore era in grado di superare i 3000 giri/min, all'epoca ancora un risultato assai ragguardevole. Al Gran Premio di Francia del 1914, la vettura conquistò le prime tre posizioni con i piloti Lautenschlager, Wagner e Salzer.
L'epopea delle Mercedes Grand-Prix finì con lo scoppio della prima guerra mondiale, ma alcuni esemplari riuscirono a sopravvivere. Non solo, ma nel 1915 una Mercedes Grand-Prix pilotata da Ralph De Palma riuscì ad aggiudicarsi la 500 Miglia di Indianapolis. Inoltre un pilota italiano, Giulio Masetti, si aggiudicò il Gran Premio Gentlemen del 1921 e la Targa Florio del 1922 pilotando una Grand-Prix del 1914.